# سوسة فراشية سفنسونية
سوسة فراشية سفنسونية (الاسم العلمي: Tinea svenssoni) هي نوع من الحشرات تتبع جنس السوسة الفراشية من فصيلة السوسيات الفراشية.